# 張六郎
張 六郎（ちょう ろくろう）は、漫画家。

## 略歴
2018年に『千年狐 〜干宝「捜神記」より〜』がMFコミック大賞を受賞。同年より『コミックフラッパー』（KADOKAWA）誌上にて『千年狐 〜干宝「捜神記」より〜』を連載中。2019年、同作が次にくるマンガ大賞2019のコミックス部門で16位を受賞。

## 作品リスト
- 『千年狐 〜干宝「捜神記」より〜』KADOKAWA〈MFコミックス フラッパーシリーズ〉既刊12巻（『コミックフラッパー』2018年5月号[2] - 連載中） - MFコミック大賞受賞作の連載化[2]。
- 『落首村』KADOKAWA〈MFコミックス フラッパーシリーズ〉全1巻（『コミックフラッパー』2024年5月号 - 同年6月号） - 前後編読み切り。
  - 2024年7月23日発売[3][4]、ISBN 978-4-04-683763-9